# Transmissionsgate
En transmissionsgate er et elektronisk kredsløb, som har to tilledninger for analoge signaler samt en styreindgang, der tager imod et digitalt signal. Hvis styreindgangen er såkalt aktivt høj, vil et logisk "højt" signal (binært "1" ved positiv logik) give en lav elektrisk modstand (mindre end en kiloohm) mellem de to analoge signalveje, mens et logisk "lavt" signal (binært "0") giver anledning til en stor modstand (af størrelsesordenen 100 megaohm) mellem de to analoge forbindelser.
Transmissionsgates kan til en vis grad sammenlignes med relæer: Et styresignal (i transmissionsgatens tilfælde det digitale signal) bruges til at "tænde" og "slukke" for et andet signal, her et analogt signal. Forskellen ligger i, at mens relæer typisk anvendes, hvor et "svagt" elektrisk signal skal styre en kraftig strøm og/eller store spændinger, så gør en transmissionsgate det muligt for et digitalt signal at styre en analog signalvej.
Flere transmissionsgates kan sluttes til en digital demultiplekser, så der skabes en analog multiplexer/demultiplexer: Da de analoge signaler kan løbe i en valgfri retning mellem transmissionsgatens to analoge signalveje, kan sådan en sammenstilling bruges både som multiplexer (der vælger hvilken af "mange" analoge signalveje der skal sluttes til en fælles, analog terminal) og som demultiplexer (som sender et fælles signal videre ad en ud af "mange" analoge signalveje).